# Polyplectropus karsholti
Polyplectropus karsholti är en nattsländeart som beskrevs av Malicky 1994. Polyplectropus karsholti ingår i släktet Polyplectropus och familjen fångstnätnattsländor. Inga underarter finns listade i Catalogue of Life.